# Сьюзанн Циммерман
Сьюзанн Циммерман (англ. Suzanne Zimmerman, 13 липня 1925 — 14 березня 2021) — американська плавчиня.
Срібна медалістка Олімпійських Ігор 1948 року.